# Prince Planet
Planet Boy Papi (яп. 遊星少年パピイ Ю:сэй сё:нэн Папи:) или просто Prince Planet — японский чёрно-белый аниме-сериал, выпущенный студией Tele-Cartoon Japan в 1965 году. Всего выпущены 52 серии аниме. Сериал транслировался на территории США и Португалии.

## Сюжет
Мировая служба галактики из планеты Радион решает проверить, достойны ли люди стать полноценными членами галактического союза, для этого они посылают на Землю Принца планеты, который принимает земное имя «Папи» (в английской версии «Бобби»), где ему предстоит изучить земное общество, найти себе новых друзей и сражаться против сил зла, как инопланетных, так и земных. Сам принц обладает супер-полномочиями, так например он способен создавать разные объекты, что очень удобно в любых моментах, особенно во время сражений. Однако силы принца ограничены кулоном на шее, который периодически надо заряжать.

## Роли озвучивали
- Тосико Фудзита — Папии
- Эйко Масуяма — Роко
- Итиро Муракоси — Кирибито
- Юдзуру Фудзимото — Тякорон
- Рэйдзо Номото — Дзэноро
- Ёсихиса Камо — Адзябаба